# 余的娜
余的娜（1950年—），浙江淳安人，汉族，中华人民共和国政治人物、第十一届全国人民代表大会安徽地区代表。
加入中共。担任安徽省旌德县白地乡洪川村的党支部书记。2008年起担任全国人大代表。